# Decimoputzu
Decimoputzu (en sardo: Deximu Putzu) es un municipio de Italia de 4.025 habitantes en la provincia de Cerdeña del Sur, región de Cerdeña. Está situado a 25 km al noroeste de Cagliari.
El territorio es atravesado por varios ríos: el río Mannu, el Zirva Terramaini, el Sparagalli, el Flumini Mannu, el Matta, y el río Santu Ghinzu. Abundan los invernaderos, y en particular la producción de alcachofas.

## Evolución demográfica
| Gráfica de evolución demográfica de Decimoputzu entre 1861 y 2001 |
|                                                                   |
| Fuente ISTAT - Elaboración gráfica de Wikipedia                   |